# Хелен Анделен
Хелен Анделен (енгл. Helen Berry Andelin; Меса, 22. мај 1920 — Pierce City, 7. јун 2009), била је оснивачица Фасцинантног женског покрета (енгл. Fascinating Womanhood Movement), почев од класе за жене у браку којој је предавала почетком 1960-их. Контроверзна међу феминисткињама због савета о испуњавању традиционалних брачних улога, њени текстови се и даље подржавају и поново откривају од 2016. године, а часови се и даље предају на мрежи и на семинарима.

## Живот и каријера

### Рани период живота
Рођена је 1920. године као ћерка Хелене др Херберт и господина Ани Меј Берија из Меса, Аризона. Хелен је била најмлађе од седморо деце у овом домаћинству. У тинејџерским годинама радила је у продавници слада и у хотелу својих родитеља. Завршила је средњу школу Phoenix Union High School и похађала Универзитет Brigham Young, на коме је дипломирала Кућну економију.

### Породица
На Универзитету Brigham Young упознала је и удала се за Aubrey Passey Andelin, сина Aubrey Olof и Gladys Passey Andelin. Aubrey је дипломирао на Стоматолошком факултету Универзитета у Јужној Калифорнији и дуги низ година се бавио стоматологијом у Централној Калифорнији. Анделени су постали родитељи осморо деце, четири сина и четири ћерке.

### Фасцинантно женско доба
Анделин је књигу Фасцинантно женско доба написала 1963. године да би преко ње кореспондирала са полазницама часова обогаћивања бракова којима је предавала у централној Калифорнији. Продала је приближно 300.000 примерака ове књиге из своје гараже преко издавачке куће коју су основали са супругом под називом Пацифик Прес Санта Барбара. На писање ове књиге инспирисао је сет памфлета објављених двадесетих година 20. века, названих „Фасцинантно женско доба“, за слободне девојке. Предавања полазницама часова започела је након уписа осам жена. На крају се број полазница непрестано увећавао и она је подучавала на десетине хиљада жена свих раса и религија широм света преко 1.500 учитеља.
Фасцинантно женство изнедрило је основни покрет жена, који је идући против феминистичке плиме „другог таласа“ 1960-тих и каснијих година, кроз часове и књиге фокусирао на жене које су неговале дубоко романтичне везе са својим мужевима и тиме обезбеђивале стабилне домове. Настава се наставља до данас у многим земљама укључујући Сједињене Америчке Државе, Јапан, Мексико, Бразил, Јужну Африку, Саудијску Арабију, Уједињено Краљевство и Филипине.
Први часови из области Фасцинантно женство на мрежи одржани су 2000-2001. године, женама из Канзаса, уз ангажовање госпође Франк. Током наредних године ангажовани су додатни наставници на мрежи. Дискусионе групе формиране су не само на интернету, већ и на многим местима уживо.
На крају поново штампано неколико издања књиге Фасцинантно женство (познато и као „Књига коју феминисткиње воле да мрзе“) која су продата у више од пет милиона примерака широм света, а преведено је на шпански, француски, јапански, корејски, португалски, чешки, пољски и руски језик . Рандом Хаус је издао најновије издање књиге у фебруару 2007.
Анделин је била домаћин веб странице на којој је давала савете о браку и материнству.
Остале Анделинина издања укључују:
- Фасцинантну девојку, књигу намењену самохраним женама, која је првобитно објављена 1969. године, а штампана више пута од 2007. године;
- Све о васпитању деце, књигу објављену 1980. године
- Бележницу за планирање домаће богиње, коју је Анделина дизајнирао како би помогла женама да организују свој пренатрпан живот.
- Студентске радне свеске за књиге Фасцинантно женско доба и Фасцинантну девојку.

Анделин се током година појављивао у многим медијима. Интервјуисали су је Michael Douglas, Larry King, Phil Donahue, Hugh Downs, и Barbara Walters. Појавила се и у издању магазина Time magazine 10. марта 1975. године чланком под називом „Тотална фасцинација“.

### Каснији период живота
Анделин је своје присуство на интернет мрежи започела 1998. године. Чинило се да јој је смрт супруга 1999. године нанела значајан емоционални стрес (узрокујући њено упадљиво одсуство из интеракције са јавношћу). Међутим, после извесног времена вратила се у у женски свет отприлике годину дана касније, уверена у неопходност њених порука.
Током 2006. године, Анделина је донира неке своје радове Универзитету у Јути, где су смештени у посебну колекцију библиотеке Мериот.
Анделин је преминула у кући своје ћерке Вирџиније Левит 7. јуна 2009. у Пирс Ситиију (Мисури). За собом је оставила осморо деце.
Фасцинантно женство сада води њена ћерка Dixie Andelin Forsyth, која је након што је написала наставак књиге своје мајке Фасцинантно женство за безвремену жену, дело објавила 2018. године.
Поред тога, Dixie Andelin Forsyth је ажурирала и неке оригиналне књиге своје мајке, према њеном захтеву, који је она оставила пре смрти у својој опоруци, а сваке године ажурира и Vintage edition.
Фасцинантна женственост Хелен Анделин се и данас наставља, активним присуством њених следбеница на Фејсбуку, Јутјубу, Инстаграму и Твитеру. Тако легат „прво кућа“ посвећен Хелени Анделин наставља да функционише до данашњих дана.